# KDSN (UKW-Sender)
Koordinaten: 42° 2′ 10″ N, 95° 19′ 44″ W
KDSN oder KDSN-FM ist ein US-amerikanischer Hörfunksender in Denison im US-Bundesstaat Iowa. KDSN sendet auf der UKW-Frequenz 107,1 MHz. Das Musiksendeformat ist auf Adult Contemporary ausgerichtet. Eigentümer und Betreiber ist die Mikadety Radio Corporation.